# Achmore
Achmore är en by i Highland i Skottland. Byn är belägen 5 km 
från Plockton. Orten har 153 invånare (2011).